# Albonico
Albònico (Albunègh in dialetto comasco) è una frazione del comune di Sorico, in provincia di Como.

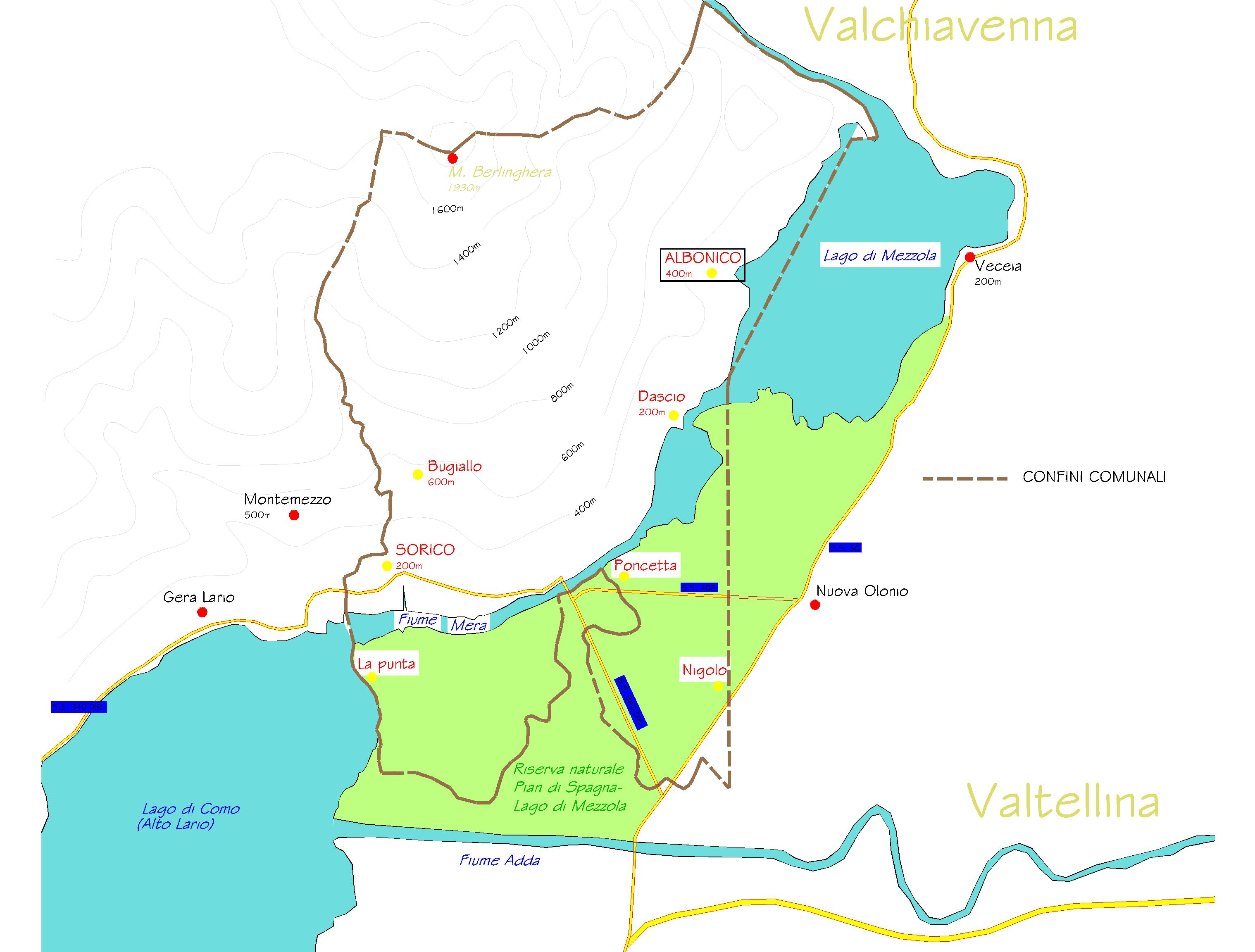
Posizione di Albonico nel comune di Sorico

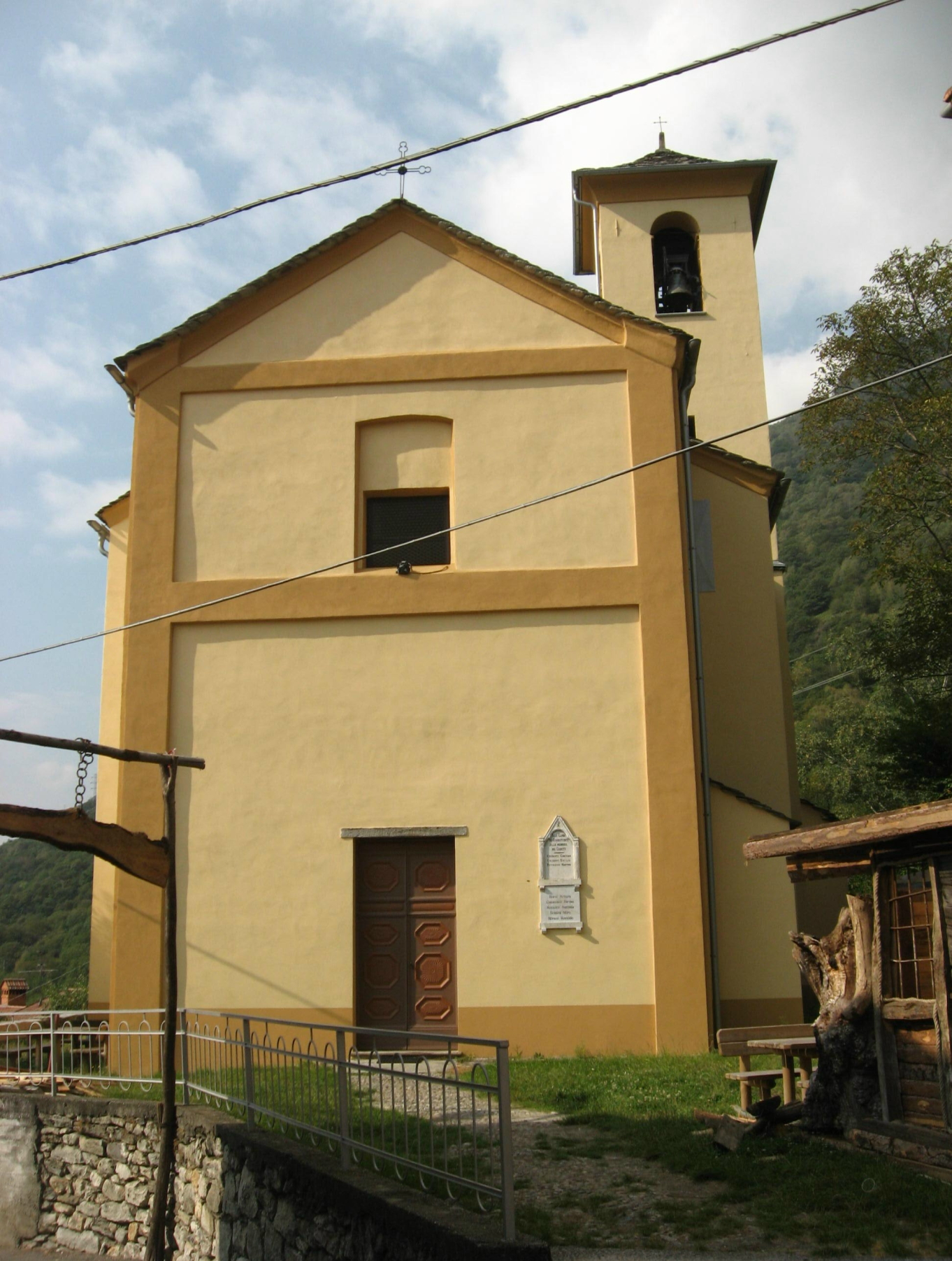
La chiesa di San Sebastiano nel centro abitato

Si tratta di un piccolo borgo che negli ultimi anni è andato spopolandosi, situato ad una quota media di 385 m s.l.m. sul versante est del monte Berlinghera. È la suddivisione territoriale situata più a nord della provincia.
Il borgo è circondato da castagneti secolari e conserva nel suo modesto tessuto urbano e nei suoi antichi edifici elementi architettonici tipici della passata attività agricola.

## Monumenti e luoghi d'interesse
Albonico ospita una settecentesca chiesa, dedicata a San Sebastiano martire.
Albonico è insieme a Dascio punto di partenza e ritorno per gli escursionisti diretti verso l'Oratorio di San Fedele.
Poco prima dell'abitato di Albonico si dirama una strada verso la montagna che porta allo Stagno di Peschiera.